# Leptopsyllus elongatus
Leptopsyllus elongatus är en kräftdjursart som beskrevs av Drzycimski 1967. Leptopsyllus elongatus ingår i släktet Leptopsyllus och familjen Paramesochridae. Arten har ej påträffats i Sverige. Inga underarter finns listade i Catalogue of Life.